# Country Life
Country Life es el cuarto álbum de estudio de la banda de rock inglesa Roxy Music, publicado en noviembre de 1974. El disco logró ubicarse en la posición No. 3 en las listas de éxitos británicas. También logró la posición No. 37 en las listas estadounidenses, siendo el primer álbum de Roxy Music en llegar al Top 40 en ese país. Es considerado por la crítica especializada como uno de sus trabajos más consistentes y sofisticados. Jim Miller, en su reseña para la revista Rolling Stone, postuló a "Stranded y Country Life como las piezas más destacadas del rock británico contemporáneo". Bryan Ferry extrajo el nombre del álbum de una revista sobre agricultura. La imagen de portada fue controvertida en algunos países como Holanda, España y Estados Unidos, ya que mostraba a dos modelos ligeras de prendas, por lo que se tuvo que cambiar por una imagen diferente en ciertos países.
En el 2003, el álbum fue posicionado No. 387 en la lista de los 500 mejores álbumes de todos los tiempos de la revista Rolling Stone. Fue uno de los cuatro trabajos discográficos de Roxy Music que compusieron dicha lista, siendo For Your Pleasure, Siren y Avalon los tres restantes.

## Lista de canciones
Todas escritas por Bryan Ferry excepto donde se indica.

### Lado Uno
1. "The Thrill of It All" - 6:24
2. "Three and Nine" (Ferry, Andy Mackay) - 4:04
3. "All I Want Is You" - 2:53
4. "Out of the Blue" (Ferry, Phil Manzanera) - 4:46
5. "If It Takes All Night" - 3:12

### Lado Dos
1. "Bitter-Sweet" (Ferry, Mackay) - 4:50
2. "Triptych" - 3:09
3. "Casanova" - 3:27
4. "A Really Good Time" - 3:45
5. "Prairie Rose" (Ferry, Manzanera) - 5:12

## Créditos
- Bryan Ferry – voz, teclados
- John Gustafson – bajo
- Eddie Jobson – teclados
- Andy Mackay – oboe, saxofón
- Phil Manzanera – guitarra
- Paul Thompson – batería

## Posicionamiento

### Álbum
| Año  | Lista                | Posición |
| ---- | -------------------- | -------- |
| 1974 | UK Albums Chart      | 3        |
| 1974 | Billboard Pop Albums | 37       |

### Sencillo
| Año  | Sencillos           | Lista            | Posición |
| ---- | ------------------- | ---------------- | -------- |
| 1974 | "All I Want Is You" | UK Singles Chart | 12       |